# Ґюстав Пруво
Ґюстав Пруво (фр. Gustave Prouvost, 25 березня 1887) — французький ватерполіст.
Учасник Олімпійських Ігор 1912 року.